# Dorohoi
Dorohoi ([doroˈhoj], en hongrois : Dorohoj et en yiddish : דורוחוי) est une ville de Moldavie roumaine, dans le județ de Botoșani.

## Géographie
Dorohoi est située au nord-est de la Roumanie, dans le nord de la région historique de Moldavie, près des frontières d’Ukraine et de la République de Moldavie, sur la rive droite de la rivière Jijia, qui donne sur un lac au nord. Sa population s’élevait à 24 309 habitants en 2011.

## Histoire
Connue dans les environs en tant que marché de bois et de denrées provenant des fermes des montagnes moldaves du nord, le bourg est mentionné pour la première fois dans le traité de Dorohoi, signé en 1408 entre le voïvode moldave Alexandre Ier de Moldavie et le roi de Pologne. Selon ce document, la foire annuelle de Dorohoi existait déjà avant la fondation de l’État Moldave (1359), à l’époque des Iasses.
Dorohoi était, du Moyen Âge jusqu’en 1952, le chef-lieu d’un județ homonyme. Au début du XIXe siècle, de nombreux juifs Ashkénazes, fuyant les pogroms de Galicie et de Russie, s’installent à Dorohoi où ils forment une communauté prospère et intellectuellement effervescente, devenue majoritaire en ville, avec plusieurs synagogues et écoles talmudiques ; elle introduit à Dorohoi de nombreuses innovations technologiques importées d’Allemagne, dont une imprimerie.
Ce développement est interrompu par la Première Guerre mondiale : Dorohoi, se trouvant sur la ligne de front, subit des destructions, est frappée par le typhus et mise en quarantaine. Les Bolcheviks russes y sont actifs en 1918 et enrôlent dans leurs brigades des jeunes de la ville, dont une partie des militants du Bund. Les autorités roumaines ont du mal à rétablir leur autorité à la fin de la guerre et le climat se détériore entre les communautés, mais aussi à l’intérieur de la communauté juive dont les anciens s’opposent au communisme.
Les effets de la crise économique des années 1930 sapent l’autorité du roi de Roumanie Carol II qui impose en février 1938 sa propre dictature pour faire face à la quasi-guerre civile menée par le mouvement fascisant et antisémite de la Garde de fer, à Dorohoi comme ailleurs. En 1939, des combats de rue opposent la gendarmerie royale aux « légionnaires » de la Garde de fer dont plusieurs sont abattus. En juin 1940 la France (qui avait garanti les frontières roumaines le 13 mai 1939) s’effondre, et aussitôt après, l'Union soviétique (liée à ce moment à l’Allemagne nazie par le pacte Hitler-Staline) envahit 50,135 km2 de territoire roumain. La nouvelle frontière est proche de Dorohoi et quelques militants pro-soviétiques de la ville, issus de la communauté juive, mal informés et pensant que la ville allait être incluse comme l’arrondissement voisin de Hertsa dans le territoire soviétique, s’en prennent imprudemment le 28 juin 1940 à un officier roumain du 3e régiment de garde-frontières, qu’ils traitent de « vermine fasciste ».
L’armée, qui avait perdu dans l’annexion de Hertsa ses premiers morts de la seconde Guerre mondiale laisse ce 3e régiment, infiltré par les « légionnaires », répliquer en juillet, août et septembre 1940 par une série de pogroms ciblés contre les familles (juives) réputées communistes, marquant le début de la Shoah en Roumanie. Celle-ci devient systématique à partir d’octobre 1940, quand le « Pétain roumain », Ion Antonescu, chasse le roi Carol II du pays et prend le pouvoir avec l’aide des « légionnaires ».
En mars 1944, l’Armée rouge soviétique pénètre dans Dorohoi, trop tard pour la communauté juive, en grande partie déportée par l’armée roumaine en Transnistrie, où 47 % de ses membres périrent de froid, malnutrition et dysenterie, voire brûlés vifs après avoir été enfermés dans des hangars. Les survivants ne trouvent que ruines à leur retour, et, si les communistes désormais au pouvoir, voulurent bien les reconnaître comme « victimes du fascisme » (en tant que civils, mais non en tant que juifs), nulle compensation ne leur fut accordée, pas plus qu’aux Roms ou résistants ayant subi déportation et massacres. Dans les années suivantes, la plupart des juifs de Dorohoi, paupérisés, émigrèrent en Israël.
Comme toute la Roumanie, Dorohoi a ainsi beaucoup souffert des régimes dictatoriaux carliste, fasciste et communiste de février 1938 à décembre 1989, mais connaît à nouveau la démocratie et renaît économiquement et culturellement depuis la révolution de 1989 et depuis son entrée dans l’Union européenne en 2007. Cependant, aujourd’hui encore, la majorité des habitants, de souche locale moldave, vit dans des barres d’immeubles construites sous la dictature dans les années 1960-1980, et dont les adductions d'eau, chauffages centraux et ascenseurs fonctionnent mal. Dans la partie de l’ancien centre-ville épargnée par les guerres et les démolitions de l’« ère Ceausescu », subsistent de petites maisons entourées de potagers, dont les habitants élèvent des volailles. Certaines sont vétustes.

## Population
En 1900, la moitié des 12 701 habitants étaient Juifs.
En 2011, sur les 24 309 habitants, 89,93 % étaient Roumains et 1,54 % étaient Roms. 8,35 % n'ont, quant à eux, pas déclaré leur ethnicité.

## Politique
| Période                                  | Période  | Identité           | Étiquette | Qualité |
| ---------------------------------------- | -------- | ------------------ | --------- | ------- |
| Les données manquantes sont à compléter. |          |                    |           |         |
| 2008                                     | En cours | Dorin Alexandrescu | PSD       |         |

| Parti | Parti                                                                 | Sièges |
| ----- | --------------------------------------------------------------------- | ------ |
|       | Parti social-démocrate-Alliance des libéraux et démocrates (PSD-ALDE) | 12     |
|       | Parti national libéral (PNL)                                          | 6      |
|       | Indépendant                                                           | 1      |

## Patrimoine
Au centre de la ville se dresse une vieille église, construite au XVe siècle par Étienne le Grand, l’un des princes de Moldavie. Le beau bâtiment qui abritait la principale synagogue est maintenant un orphelinat.
À proximité, se trouve la région des monastères de Bucovine dont l’architecture se colore, à l’extérieur comme à l’intérieur, de magnifiques fresques byzantines.

## Économie
L’économie repose sur l’agriculture ainsi que sur l’industrie de la faïence, de la porcelaine, de la métallurgie, de la confection et du verre.

## Transports
Les Chemins de fer roumains relient Dorohoi à Iași et de là à Bucarest. Plusieurs routes permettent également de rejoindre le reste du pays.

## Personnalités
- Georges Enesco (1881-1955), compositeur et violoniste
- Mihai Eminescu (1850-1889), poète
- Demetre Chiparus (1886-1947), sculpteur lié au mouvement de l'Art déco
- Eleonora Zugun (1913-1996), médium

## Villes jumelles
- Cholet (France)
- Drochia (Moldavie)
- Hertsa (Ukraine)